# Empoisonnement
Pour l’article homonyme, voir Empoisonnement (Dr House).
Pour la criminologie, l'empoisonnement est le fait de se suicider ou d'attenter à la vie d'autrui par l'emploi ou l'administration de substances (poison) de nature à entraîner la mort (immédiate ou différée).
Pour la médecine il s'agit d'une intoxication, généralement aigüe, le poison pouvant aussi avoir été ingéré, inhalé ou inoculé accidentellement ; on parle alors plutôt d'intoxication (ou d'empoisonnement accidentel). L'empoisonnement nécessite une prise en charge du patient, adaptée au contexte (selon sa survenue en milieu résidentiel, industriel, professionnel ou son lien à un accident de transport de produit chimique, à une catastrophe naturelle ou en cas de guerre…). Les empoisonnements accidentels sont fréquents en milieu domestique. La pollution est aussi une source à ne pas négliger : à titre d'exemple, les autorités fédérales américaines ont estimé que vers 2010 et rien que pour les États-Unis, plus de 10 000 rejets accidentels ou illégaux potentiellement dangereux de substances chimiques toxiques de base se produisent chaque année dans l'environnement,.
Un cas particulier est celui des armes chimiques et de leurs composants (de nombreux composés ont été développés principalement comme armes militaires, avec une toxicité extrêmement élevée, ils sont aujourd'hui interdits par une convention internationale de 1993 : la Chemical Weapons Convention (CWC), gérée par l'Organisation pour l'interdiction des armes chimiques ou OPCW (Organization for the Prohibition of Chemical Weapons)).
L'étude des poisons relève de la toxicologie.

## Histoire

### Antiquité
Plutarque, dans sa Vie d'Alexandre, raconte qu'on a soupçonné Olympias, épouse de Philippe II de Macédoine, avec qui elle a conçu Alexandre le Grand, d'avoir trempé, par jalousie et pour favoriser Alexandre, dans le complot qui a conduit à l'assassinat de Philippe. Son mari s'était en effet entiché d'une autre femme, Cléopâtre, de qui il a eu un enfant. Olympias serait donc une mère devenue criminelle pour favoriser son fils sur la question du pouvoir. Elle fera par la suite exécuter Cléopâtre et son enfant.
Dans la littérature latine, le schéma de l'épouse qui tue son mari pour favoriser son fils se reproduira sous l'empire avec le récit de la mort de l'empereur Claude. L'historien Tacite raconte qu'Agrippine la Jeune fait assassiner son mari, l'empereur Claude, avec un poison préparé par Locuste, pour placer à la tête de l'empire son fils Néron issu d'un premier lit.
Par ailleurs, l'accumulation des accusations d'empoisonnement portées contre des matrones romaines a peut-être contribué à l'évolution négative de la figure de la sorcière antique. En Grèce, les femmes qui pratiquent la magie ou la sorcellerie sont belles, désirables, parfois blondes: Circé, Médée, la blonde Agamédé, la blonde Périmède, Polydamna, la femme de Thon ou Thonis, Simaitha, et Hélène, la plus belle de toutes. En revanche, à Rome, elles sont bien plus souvent vieilles, laides et hystériques: Panthia, Méroé, Erichtho, Canidia, Sagane, Prosélénos, etc.

## Prise en charge médicale
L'empoisonnement aigu est une urgence médicale où le diagnostic doit être posé dès que possible afin de trouver le meilleur antidote. Dans le même temps, il faut éviter que les soignants soient éventuellement touchés par le poison, ce qui implique dans certains cas une décontamination du patient, des équipements de protection et la pose de barrières multiples de protection,,,. En cas d'exposition à grande échelle, il convient aussi de limiter le risque d'empoisonnement d'autres personnes,. Certains poisons ont des effets systémiques qui impliquent de maintenir les fonctions vitales du patient, mais aussi de traiter d'éventuelles lésions oculaires, et/ou dermatologiques. Des effets sur le cerveau ou un stress post-traumatique sont également possibles.
Des poisons à action rapide (cyanure ou organophosphates impliquent un antidote rapidement prescrit). La détermination de la source exacte de l'empoisonnement est parfois longue ou difficile (ex : un poison est parfois issu de la combinaison de deux substances qui prises séparément sont moins dangereuses), ce pourquoi une approche fondée sur les toxidromes a été développée,, (un toxidrome est un groupe de signatures cliniques, concernant les signes vitaux, d'état mental et de troubles oculaires, respiratoires, neurologiques, cutanés etc. typique d'une classe générale de poison).
bien qu'interdits, des agents inervants de type Novitchok ou d'autres armes chimiques sont encore parfois utilisées intentionnellement dans le contexte du terrorisme chimique (de 8 à 10 tentatives d’assassinat ciblé,, ou d’attaques contre la population civile en temps de guerre, comme récemment lors de la guerre en Syrie ,). Les personnes âgées, enfants, femmes enceintes ou certains groupes peuvent présenter des vulnérabilités particulières à certains poisons, vulnérabilités à anticiper  par les systèmes médicaux de prise en charge des empoisonnements,,,.

## En droit français
En droit français, l'empoisonnement se caractérise par l'emploi ou l'administration de substances de nature à donner la mort. Les termes "emploi" et "administration" permettent d'englober divers procédés comme l'ingestion, l'inhalation, l'inoculation, la piqure ou encore la radiation.
Comme toute infraction volontaire, il est nécessaire que l'auteur ait eu connaissance du caractère mortifère de la substance. A contrario si l'auteur n'a pas connaissance de la nature mortelle de la substance, l'empoisonnement n'est pas caractérisé.
Enfin, s'agissant d'une infraction formelle, il n'est pas nécessaire qu'un résultat se produise, c'est-à-dire qu'il suffit que la substance soit mortifère pour qu'elle soit considérée comme un poison.
Cette infraction est classée dans la catégorie des crimes et est punie, au regard de la loi française, par 30 ans de réclusion criminelle (article 221-5 du Code pénal).
Cette infraction ne doit pas être confondue avec l'infraction d'administration de substances nuisibles, définie par l'article 222-15 du code pénal, sensiblement similaire à l'empoisonnement mais dont la substance n'est pas mortifère mais uniquement de nature à porter atteinte à l'intégrité physique ou psychique d'autrui.

## Empoisonnement d'un animal

Des terriers de rongeurs sont repérés par avion et signalé à un observateur au sol
Chargement de poison (à base de zinc) qui sera largué par avion pour tuer des rongeurs fouisseurs

Des poisons et appâts empoisonnés sont utilisés ou l'ont été pour euthanasier ou piéger et tuer de nombreux animaux jugés nuisibles pour l'homme, pour les animaux d'élevages ou pour certaines activités humaines.